# Син голови
Син голови — радянський художній фільм 1976 року, знятий на кіностудії «Білорусьфільм».

## Сюжет
Всіма шановний голова Яків Русак, йдучи на пенсію, висуває в якості наступника свого сина Олексія, який закінчив інститут і захистив дисертацію. Однак Русак-молодший, який по-своєму мріє про перебудову свого села, не збирається продовжувати традиції батька в керівництві колгоспом…

## У ролях
- Володимир Самойлов — Яків Русак
- Олександр Самойлов — Олексій Русак
- Бронюс Бабкаускас — Максим Васильович
- Ліліта Озоліня — Марина
- Тетяна Алексєєва — Алевтина
- Римма Маркова — Марфа Дроздюк
- Михайло Кокшенов — Іван Дроздюк
- Ольга Гаспарова — Аня
- Ірина Мазуркевич — Томка
- Анатолій Столбов — Храпчук
- Олександр Безпалий — приятель Івана
- Нінель Жуковська — доярка
- Людмила Лагун — доярка
- Євгенія Кравченко — доярка
- Галина Владомирський — доярка
- Єлизавета Матісова — епізод
- Бірута Докальська — доярка
- Леонід Іудов — конюх
- Тамара Муженко — доярка
- Євгенія Ковальова — епізод
- Марія Зінкевич — доярка
- Ніна Розанцева — доярка
- Петро Юрченков — епізод
- Володимир Грицевський — приятель Івана
- Кузьма Кулаков — колгоспник
- Олександра Зиміна — бабуля
- Августин Милованов — партійний працівник
- Юрій Баталов — колгоспник
- Степан Хацкевич — колгоспник
- Ніна Гейц — колгоспниця
- Василь Молодцов — колгоспник

## Знімальна група
- Режисер — В'ячеслав Никифоров
- Сценарист — Микола Матуковський
- Оператор — Віталій Ніколаєв
- Композитор — Сергій Кортес
- Художники — Євген Ігнатьєв, В'ячеслав Кубарєв